# Babočka osiková
Babočka osiková (Nymphalis antiopa, lidově černopláštník) je denní motýl z čeledi babočkovitých s délkou předního křídla až 4 cm. Obývá mírnou zónu Evropy, Asie a Severní Ameriky. Jejím domovem jsou listnaté lesy, světliny a lesní cesty, ve kterých samci zakládají svá teritoria; zalétá i do sadů a zahrad. Žije solitérně, setkání s více dospělci na jednom místě je spíše vzácností. Jako většina baboček patří k našim prvním jarním motýlům, přezimuje jako imágo. Housenka se živí listy břízy, osiky, jívy, jilmu, vrby nebo topolu. Zhruba do poloviny 20. století patřila babočka osiková mezi hojné motýly. Dnes se drží na poměrně konstantní úrovni, ačkoliv její početnost prodělává určité meziroční výkyvy. Motýl není legislativně chráněn.

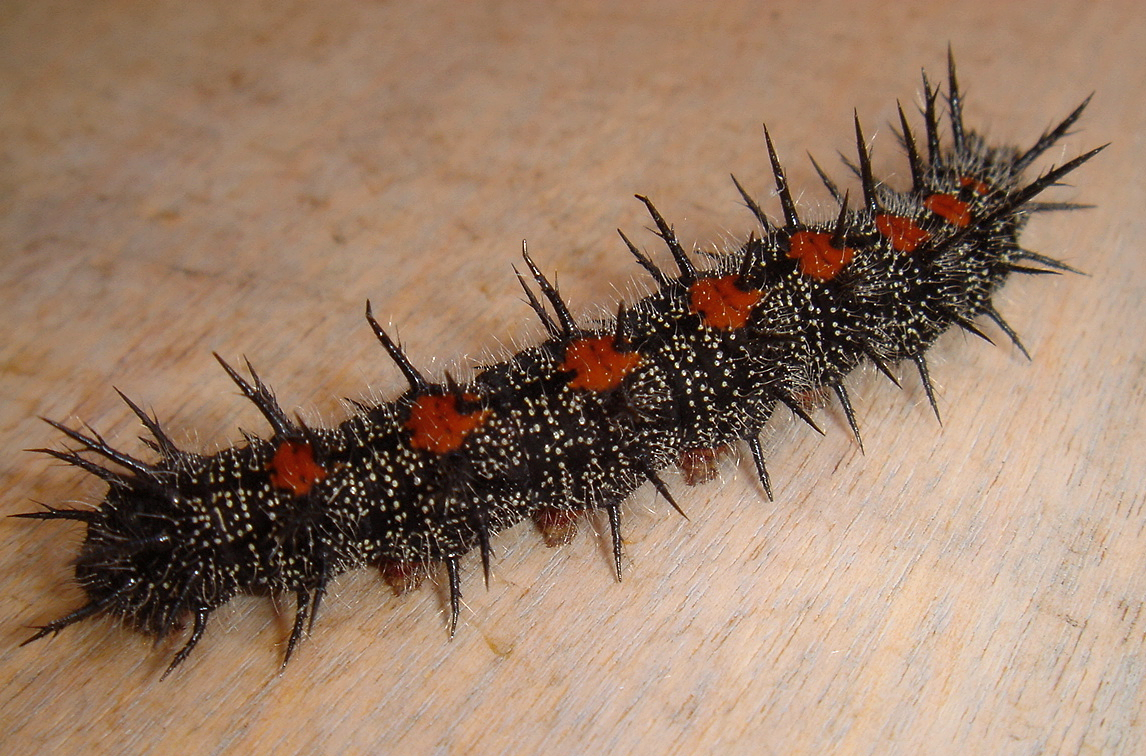
Housenka babočky osikové
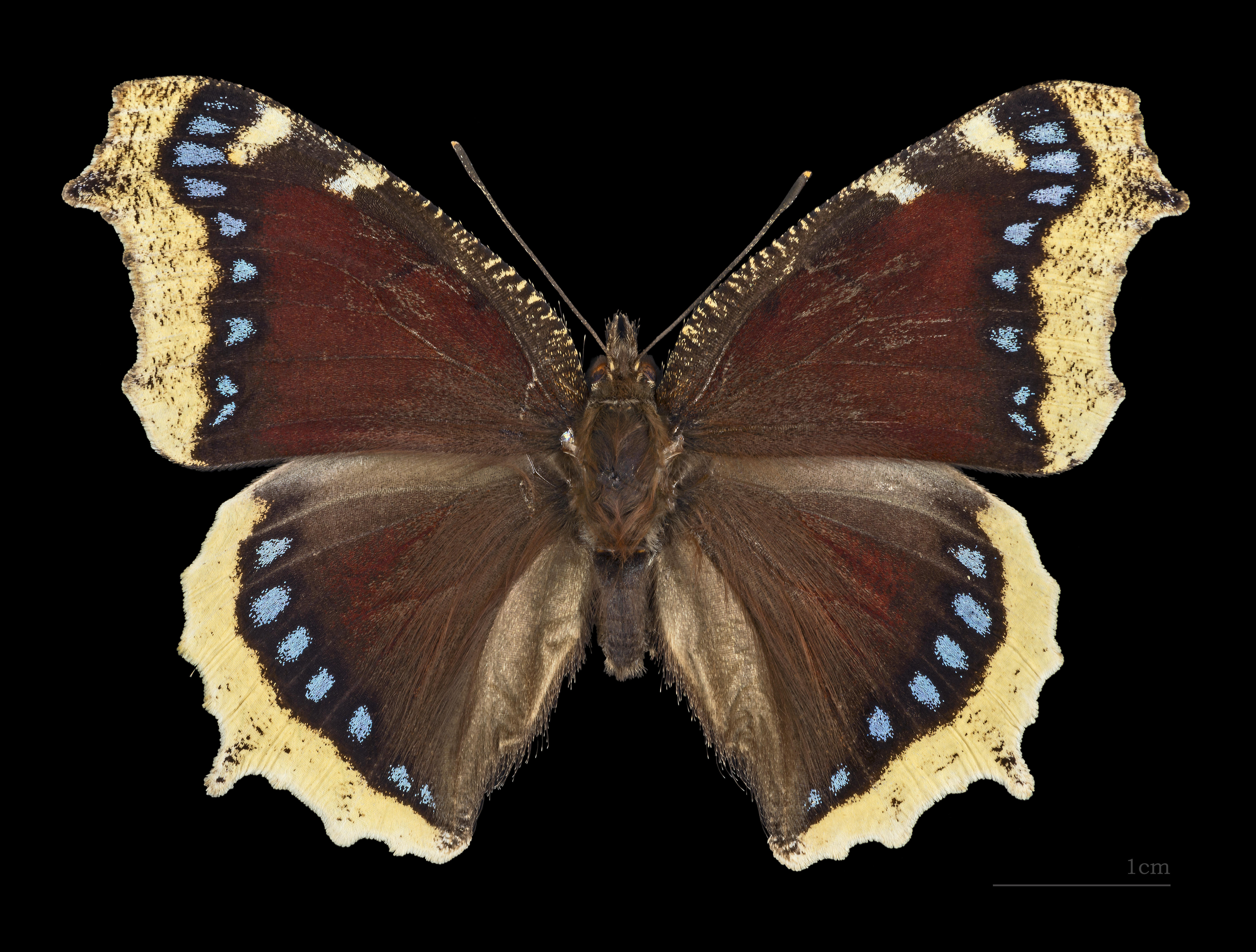
♂
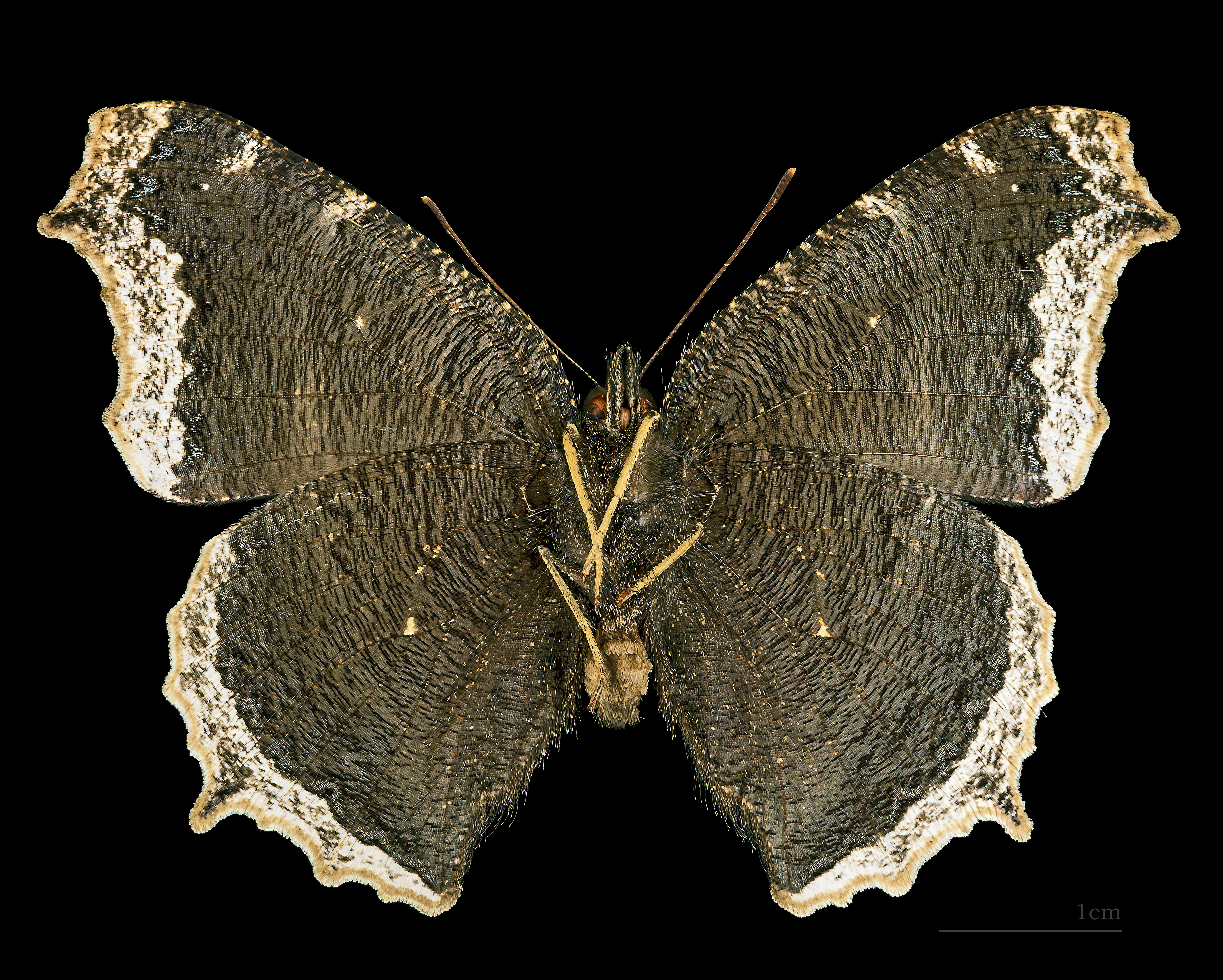
♂ △

## Popis motýla
Velká, nápadná, tmavě vínová babočka s modrými tečkami. Okraje křídel jsou nažloutlé. V rámci českých motýlů je b. osiková nezaměnitelným druhem.